# Arne Nilsson (sociolog)
Arne Nilsson, född 1948, är en svensk sociolog och författare, och en av de ledande forskarna inom homo- och queerforskningen i Sverige.   

## Biografi
Nilsson växte upp på Guldheden i Göteborg. I sina memoarer Bög i folkhemmet och Bög på klassresa har han beskrivit en uppväxt i ett samhälle han upplevde som heteronormativt och homofobiskt där det inte fanns någon modell för hur en ung bög skulle leva sitt liv. Han beskriver ett dubbelt utanförskap på grund av sin arbetarbakgrund och sin sexuella läggning, där han lärde sig att dölja, leva dubbelliv, skapa tystnader och få andra att känna sig bekväma innan han till slut som fyrtioåring kom ut som bög för föräldrar och syskon.
Nilsson studerade sociologi vid Göteborgs universitet och disputerade 1988 med en avhandling om arbetsmarknadsutvecklingen i Sjuhäradsbygden under 1970-talet. Han har varit verksam vid sociologiska institutionen och institutionen för genusvetenskap vid Göteborgs Universitet samt vid Arbetslivscentrum i Stockholm. Under en period i slutet av 1990-talet var han vetenskaplig ledare vid dåvarande Jämställdhetscentrum vid Högskolan i Karlstad. Hans forskning har handlat om att synliggöra och analysera främst manligt homoliv under decennierna kring mitten av 1900-talet samtidigt som han relaterat sin forskning till ett bredare genusvetenskapligt sammanhang. Han anges under lång tid ha varit en av de ledande forskarna inom homo/queerforskningen i Sverige som har bidragit till framväxten av svensk maskulinitetsforskning.